# Willie Hutch
William McKinley Hutchison (Los Ángeles, 6 de diciembre de 1944-Dallas, 19 de septiembre de 2005), más conocido por su nombre artístico Willie Hutch, fue un cantautor, guitarrista y productor musical estadounidense.

## Biografía
Nacido en Los Ángeles y criado en Dallas, es más conocido por producir, componer y escribir para el sello Motown durante la década de 1970.
Trabajó para Diana Ross, Marvin Gaye y The Jackson 5: está detrás de su éxito I'll Be There.
También grabó varios álbumes en solitario para Motown y Whitfield Records, incluido el éxito de 1975 "Love Power", y tuvo varios otros éxitos comerciales, entre ellos "Brother's Gonna Work It Out" y "Slick" (1973). Siguiendo los pasos de Curtis Mayfield, grabó las bandas sonoras de las películas de blaxploitation The Mack (1973) y Foxy Brown (1974). También hay una canción incluida en la compilación de Roots Manuva Hold on.
Murió el 19 de septiembre de 2005 a la edad de 60 años y está enterrado en Restland Memorial Park. Tuvo seis hijos.

## Discografía

### Álbumes
RCA
- 1969: Soul Portrait
- 1970: Seasons For Love

Motown
- 1973: The Mack Soundtrack
- 1973: Fully Exposed
- 1975: Foxy Brown Soundtrack
- 1975: Mark of the Beast
- 1975: Ode to My Lady
- 1976: Color Her Sunshine
- 1976: Concert in Blues [live]
- 1977: Havin' a House Party

Whitfield Records
- 1979: In Tune
- 1980: Midnight Dancer

Motown
- 1983: In and Out
- 1985: Making a Game Out of Love

Álbumes posteriores
- 1994: From the Heart (Omni)
- 1996: The Mack Is Back (Midwest)
- 2002: Sexalicious (G.G. It)